# Reino de Nájera

Los reinos de Nájera y Navarra bajo Sancho VI el Sabio (1154-1194)
Reino de Navarra
Territorio ganado con carácter permanente (1198-1200)
Primeros dominios en Ultrapuertos (a partir de 1189)
Penetración temporal
Reino de Artajona bajo Sancho III de Castilla (1153-1158)
Reino de Nájera
Reino de Castilla
Reino de Aragón

El reino de Nájera fue un reino situado al norte de la península ibérica entre los años 923 y 1076. Abarcó los territorios de la cuenca del río Ebro, desde las actuales Miranda de Ebro hasta Tudela, correspondiente a La Rioja. 
Se originó debido a que una vez llevada a cabo la conquista de Nájera y la Rioja Media y Alta en el año 923, por el rey pamplonés Sancho Garcés I, en colaboración con Ordoño II de León, el primero deja estas tierras bajo dominio de su hijo García Sánchez con la denominación de Reino de Nájera.
Tras la destrucción de Pamplona por Abderraman III en el 924 y la muerte de su padre al año siguiente, García Sánchez traslada su residencia a Nájera, en detrimento de Pamplona. Se denomina desde entonces rey de Nájera-Pamplona. La capital del reino de Nájera fue la ciudad de Nájera, situada en la comunidad autónoma de La Rioja, España. Fue el precursor del reino de Navarra y cuna de los reinos de Castilla y Aragón. 
En el monasterio de Santa María la Real está el panteón real  donde se hallan los sepulcros de los reyes del reino de Nájera-Pamplona. Aquí están enterrados los reyes de las dinastías Jimena, o de los Abarca, que se mantuvo en el trono desde 918 hasta 1076, y la que prosiguió a García Ramírez que reinó desde 1135 hasta 1234. Esta dinastía proviene de la de los Abarcas.

## Historia

### Orígenes

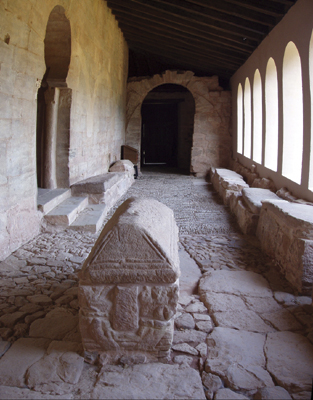
Monasterio de San Millán de Suso con el portaliello de Gonzalo de Berceo con los sarcófagos de los siete infantes de Lara y tres reinas de Nájera.

Los inicios del reino de Nájera se remontan al año 918 cuando el rey pamplonés Sancho Garcés I, en colaboración con Ordoño II de León, recupera Nájera y La Rioja Media y Alta (desde la actual Miranda de Ebro hasta Tudela) del dominio musulmán. Estos nuevos territorios los deja bajo dominio de su hijo García Sánchez con la denominación de «reino de Nájera».
Cinco años después, en el año 923, de la recuperación del castillo, o alcázar, de Nájera Sancho Garcés entrega esas tierras a su hijo García Sánchez I que es todavía un niño, e instaura la corte del reino de Nájera. Jimeno Garcés de Pamplona, tío de García Sánchez I, nombrado consejero y tutor del mismo.
Tras la destrucción de Pamplona por Abderramán III en el 924 y la muerte de su padre al año siguiente, García Sánchez I se convierte también en rey de Pamplona, trasladando su residencia a Nájera, estableciendo en esta ciudad su corte, en detrimento de Pamplona. Desde ese momento los reinos de Pamplona y Nájera aparecen ligados al mismo monarca, aunque siguen manteniendo entidades separadas; por ello, el reino pasa a denominarse «reino de Nájera-Pamplona».

Enfermó Sancho Garcés y yendo de monasterio en monasterio, buscando su curación, murió el año 925. Le sucedió su hijo García Sánchez que reinaba ya en Nájera y amplió sus estados con las tierras de Pamplona. Así la dinastía pamplonesa se instaura en el Reino de Nájera y los notarios dicen en privilegios y en escrituras reales que los monarcas otorgantes reinan en Nájera y Pamplona.

García Sánchez desarrolló una activa política de repoblación de los nuevos territorios y favoreció con cuantiosas donaciones a los monasterios de la zona, especialmente a San Millán de la Cogolla.
La misma política mantendrá durante los primeros años Sancho Garcés II (970-994), pero las campañas de Almanzor le obligarán, al igual que a su hijo García Sánchez II «el Temblón» (994-1004), a firmar capitulaciones y pagar tributos a Córdoba.

### Apogeo

El Reino de Pamplona a la muerte de Sancho III el Mayor (1035)
Reino de Pamplona
Condado de Aragón y dependencias perteneciente a la monarquía pamplonesa desde el 922
Tierra perdida en 922
Zona vinculada a Pamplona desde el siglo X
Ganancia de Ribagorza y anexos 1018-1025
Fronteras restauradas por Sancho III el Mayor 1018-1025
Condado de Castilla y Álava heredado por Sancho III
Zona disputada por Castilla y León
Reino de León
Dominios musulmanes

El noroeste de Iberia en 1064.

Con Sancho III el Mayor (1004-1035) el reino alcanza su mayor extensión, abarcando buena parte del tercio norte peninsular, desde Cataluña a Cantabria. Sancho III fue el gran impulsor de la ciudad de Nájera, donde celebró Cortes y otorgó el famoso fuero de Nájera, origen de la legislación navarra y base del derecho nacional; además acuñó moneda en Nájera, creando así una de las primeras cecas cristianas en la península. Este monarca fue llamado justamente Rex Ibericus, Rex totius Hispaniae y Rex Imperator. Favoreció las peregrinaciones a Santiago de Compostela, estableciendo albergues y hospitales, y convirtiendo a la ciudad en punto clave de la ruta jacobea del Camino de Santiago.
Tras la muerte de Sancho III se reparte su Imperio entre sus hijos García Sánchez III, rey de Nájera-Pamplona, Fernando I conde de Castilla y futuro rey de León, Ramiro I  rey de Aragón y Gonzalo Sánchez rey de la Ribagorza, de esta forma se convierte Nájera en cuna de los reinos de Navarra, Castilla y Aragón, correspondiendo al primogénito, García Sánchez III (1035-1054), llamado «el de Nájera», por haber nacido y estar enterrado en la ciudad, los territorios patrimoniales de los reinos de Nájera y Pamplona, así como la hegemonía política sobre los demás reinos cristianos de la península.
García Sánchez III extendió sus dominios por la Rioja Baja conquistando Calahorra a la taifa de Zaragoza. De profunda fe católica, funda el monasterio de Santa María la Real y lo nombra sede episcopal del reino, dotándola de numerosas propiedades. También creó la Orden de caballería de la Jarra o de la Terraza, la primera de entre los reinos cristianos peninsulares; y favoreció los escritorios monásticos de San Millán, Nájera y Albelda. Murió en la batalla de Atapuerca (Burgos) en lucha contra su hermano Fernando I de Castilla, en septiembre de 1054.

### Desmembramiento

Reparto del Reino de Pamplona tras la muerte de Sancho IV el de Peñalén. en 1076
Zona ocupada por Alfonso VI de León
Zona ocupada por Sancho Ramírez de Aragón
Condado de Navarra, tenido por el monarca aragonés en homenaje al castellano

Tras el asesinato de su padre, a los 14 años le sucede Sancho Garcés IV (1054- 1076), proclamado en el mismo campo de Atapuerca. Sancho II el Fuerte, rey de León y Castilla invadió los montes de Oca, La Bureba y la misma Navarra conquistando la Plaza de Viana. Sancho Garcés IV buscó la ayuda de su primo Sancho Ramírez de Aragón, quien derrotó en Viana a los castellanos en 1067. Más tarde, en 1076 Alfonso VI rey de León y Castilla (hijo de Fernando I de Castilla) invadió temporalmente La Rioja quien con Al-Muqtadir querían poner un rey sumiso en Nájera-Pamplona. El último rey de Nájera Sancho Garcés IV el noble o el de Peñalén, muere a manos de su hermano Ramón, quien le despeñó por el precipicio de Peñalén, en Funes, mientras cazaba.
Tras la muerte de Sancho Garcés, comienza un segundo período en el que ya no existen Reyes de Nájera, salvo los años que lo rigió Sancho III de Castilla, porque la soberanía es reclamada por los reyes descendientes de Sancho Garcés III; la ciudad de Nájera es tomada por Alfonso VI, y este deja el mando de la ciudad en manos de Diego López de Haro, señor de Vizcaya. Los conflictos que provoca este acontecimiento desembocan en la división del reino, la parte navarra quedó anexionada al Reino de Aragón y poniendo fin de esta forma al llamado reino de Nájera, pasando a denominarse Señorío de Nájera y Ducado de Nájera.
Bajo Castilla, formó un condado bajo García Ordóñez hasta la muerte de este en la batalla de Uclés en 1108. La posterior boda entre Urraca de León y Alfonso I de Aragón une temporalmente las coronas de León-Castilla y Aragón-Pamplona brevemente entre 1109 y 1114. La tuvo Diego López I de Haro hasta 1113 en que Alfonso I de Aragón, El Batallador desposee a este de la tenencia de Nájera y pone en su lugar a Fortún Garcés Cajal, que la tendrá entre 1113 y la muerte del rey de Aragón. Tras la muerte del Batallador, Nájera, Calahorra y otros lugares fronterizos fueron anexionados al reino de Castilla por Alfonso VII de León, que alegaba derechos hereditarios y restaura las fronteras su abuelo Alfonso VI.

### Hitos principales
- El Fuero de Nájera (1020), coetáneo del de León, fue otorgado por Sancho Garcés III, es el antecedente de los fueros de Logroño. Navarra y País Vasco.
- Se redactan las códices Vigiliano (976) y Emilianense (994), los cuales contienen numerosos concilios y epístolas, las cuales decretan de derecho pontificio y territorial al Reino de Nájera; celebrándose así famosos sínodos (1067, 1143 y 1155).[7][3][2]
- A las Curias de Nájera concurrían, llamados por su rey, los nobles, magnates y caballeros de sus extensos dominios y los obispos, abades y priores de Pamplona, Calahorra, Labourd, Valpuesta, Osma, Burgos, Oca, Silos, Álava, San Millán y Nájera.[7]
- Los obispados de Nájera y Calahorra, principalmente por el rey García Sánchez III tuvieron inmensa jurisdicción eclesiástica, de la que se desgajaron las diócesis de Guipúzcoa, Vizcaya y Alava. Esta circunstancia revela la extraordinaria influencia en el orden espiritual que ejerció la Iglesia riojana en tan extensos territorios hasta mediados del siglo XIX.[2][7]
- El Ordenamiento de Nájera, promulgado en las Cortes de la ciudad, celebradas por Alfonso VII en 1137-1138, es el primer Código escrito medieval y fuente del de Alcalá y de otros posteriores.[7]
- La primera ceca cristiana estuvo situada en Nájera, al acuñar moneda en la ciudad bajo el reinado de Sancho Garcés III.[7]
- García Sánchez III fundó la Orden Militar de Terraza.[7]

## Lista de monarcas
El primer monarca es García Sánchez I y el último Sancho IV, todos ellos pertenecientes a la misma familia y dinastía; la dinastía Jimena.
| Imagen                         | Nombre                                                    | Periodo de Reinado | Hitos |
| ------------------------------ | --------------------------------------------------------- | ------------------ | --- |
|                                | García Sánchez I Hijo de Sancho Garcés I, rey de Pamplona | 923-970            | - Primer rey de Nájera - También fue rey de Pamplona - Monarca de la Dinastía Jimena - Obtiene el reinado por regalo de su padre. |
|                                | Sancho Garcés II Hijo del anterior                        | 970-994            | - Apodado "Abarca" - Monarca de la Dinastía Jimena.                                                                               |
| García Sánchez II de Pamplona  | García Sánchez II Hijo del anterior                       | 994-1000           | - Apodado "el Temblón" - Monarca de la Dinastía Jimena.                                                                           |
| Sancho III the Great           | Sancho Garcés III Hijo del anterior                       | 1004-1035          | - Apodado "el Mayor" - Monarca de la Dinastía Jimena.                                                                             |
| Garcia III Sanches de Pamplona | García Sánchez III Hijo del anterior                      | 1035-1054          | - Apodado "el de Nájera" - Monarca de la Dinastía Jimena.                                                                         |
| Sancho IV de Navarra           | Sancho Garcés IV Hijo del anterior                        | 1054-1076          | - Apodado "el Noble" - Monarca de la Dinastía Jimena.                                                                             |

## Otras personalidades

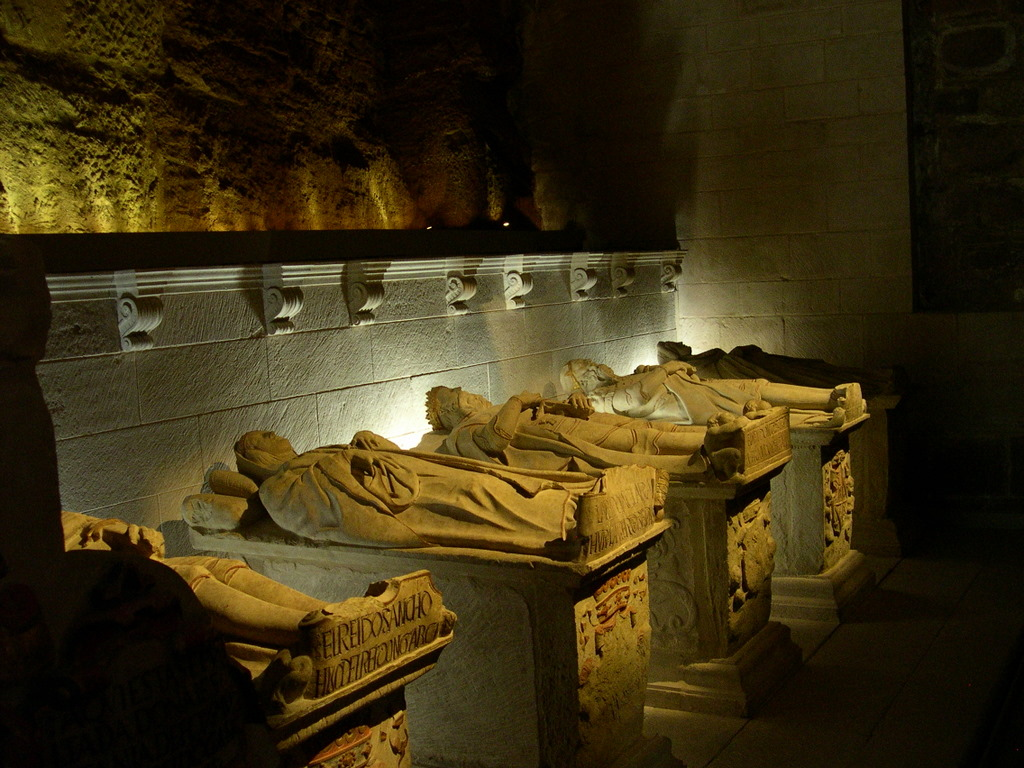
Panteón real de los reyes de Nájera-Pamplona en el monasterio de Santa María La Real de Nájera

### Reinas consortes
- Andreagoto Galíndez, condesa de Aragón y reina consorte de Nájera-Pamplona, fue la primera esposa de García Sánchez I.

- Teresa Ramírez, reina consorte de Nájera-Pamplona, fue la segunda esposa de García Sánchez I.
- Urraca Fenández, noble castellana, reina consorte de León (2 ocasiones) y reina consorte de Nájera- Pamplona, esposa de Sancho Garcés II.
- Jimena Fernández, reina consorte de Nájera-Pamplona, fue esposa de García Sánchez II.
- Muniadona de Castilla, reina consorte Nájera-Pamplona, La Ribagorza y Castilla, esposa de Sancho Garcés III
- Estefanía, reina consorte de Nájera-Pamplona, esposa de García Sánchez III
- Placencia de Normandía, reina consorte de Nájera-Pamplona, fue la esposa de Sancho Garcés IV

## Principales infraestructuras: los monasterios

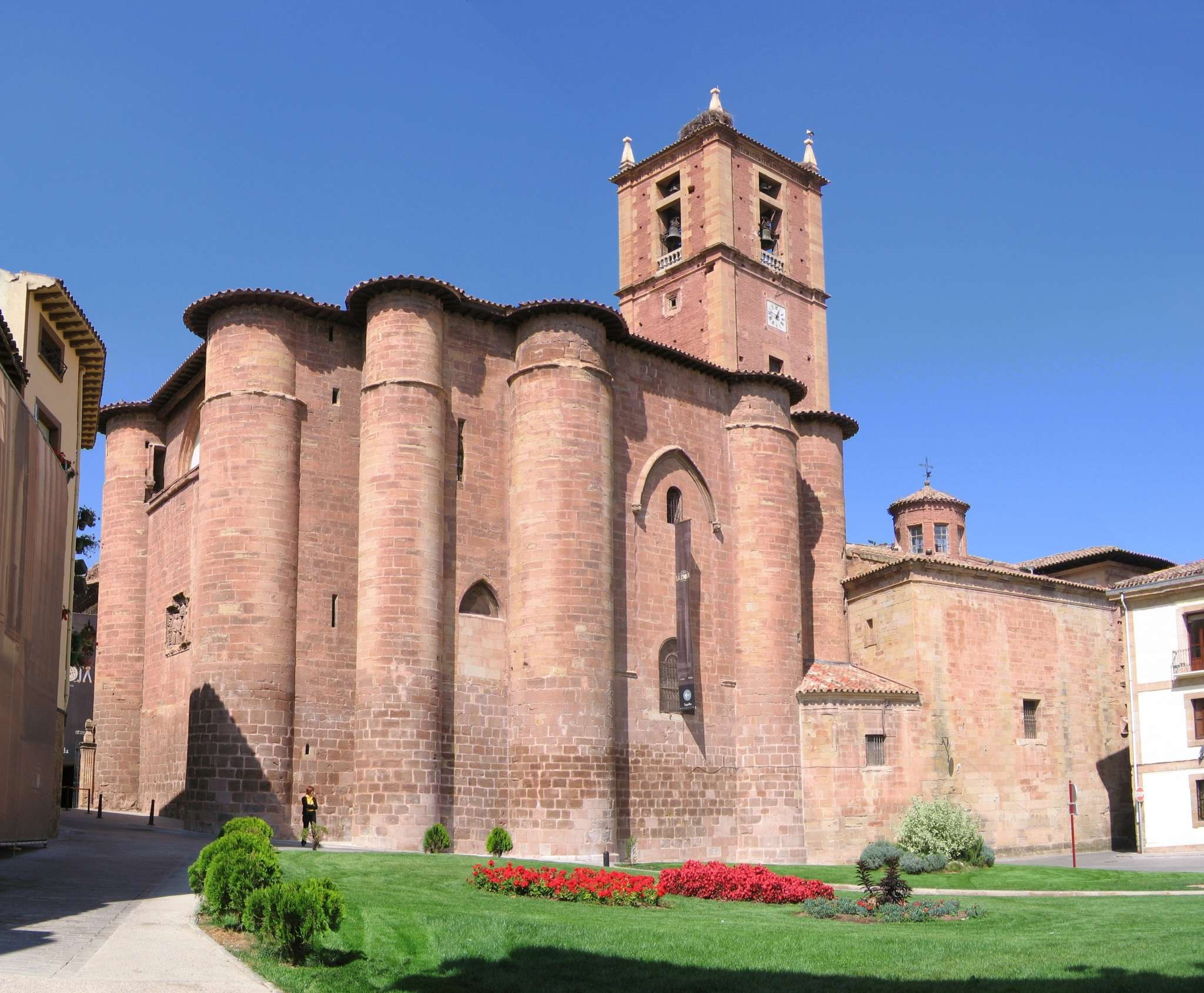
Monasterio de Santa María la Real de Nájera.

- Monasterio de Santa María La Real de Nájera, uno de los lugares más emblemáticos de La Rioja, panteón real de los reyes de Nájera-Pamplona. Fue mandado construir por García Sánchez III y su mujer Estefanía en 1052.[11]

- Monasterio de San Millán de la Cogolla-Yuso, mandado construir por García Sánchez III en 1053, se trasladaron los restos de San Millán. Declarado patrimonio de la Humanidad por la Unesco en 1997, fue conocido durante algún tiempo como la cuna del castellano, por haberse encontrado en un códice de ese monasterio las Glosas Emilianenses, primeros escritos romances del actual área del castellano.[12]
- Monasterio de San Millán de la Cogolla-Suso, fundado por San Millán en el siglo V. Declarado patrimonio de la Humanidad por la Unesco en 1997. Posee los sepulcros de los siete infantes de Lara y de Gonzalo de Berceo así como el de la reina Toda de Pamplona.[12]
- Monasterio de Valvanera, advocación de la Virgen de Valvanera, patrona de La Rioja. La primera abadía se construyó en el 990.[13]
- Alcázar de Nájera, de origen musulmán, fue palacio real de los reyes de Nájera-Pamplona.[14]